# Callejeros viajeros
Callejeros viajeros es la versión internacional del programa de Cuatro Callejeros. Con el mismo equipo de reporteros y la misma productora, Molinos de Papel, el programa visita diferentes países del mundo para conocer de la mano de sus habitantes diferentes lugares de las ciudades, regiones o países.

## Datos de audiencia
- Récord de cuota: El récord de cuota de pantalla con un programa de estreno se consiguió el 3 de mayo de 2009, consiguiendo un 18,2% de cuota de pantalla con el reportaje de Las Vegas.
- Récord de espectadores: El reportaje más visto hasta la fecha ha sido el de Las Vegas, estrenado el 3 de mayo de 2009 ante 3.030.000 espectadores.
- Mínima cuota: El programa con la cuota de pantalla más baja fue el de La Roja en Polonia, emitido el 10 de junio de 2012 con una cuota del 3,3%.
- Mínimo de espectadores: El reportaje menos seguido por la audiencia fue el de Aventura en Tanzania, emitido el 4 de agosto de 2013 con 530.000 espectadores.

## Reporteros
Los reporteros, también llamados viajeros suelen ser los habituales del programa Callejeros además de nuevas caras como Víctor Cerdán, Marisa Fernández, Noemí Redondo, Tábata Peregrín, Lidia Martín y José Miguel Almagro.

## Listado de programas
Los títulos de los programas corresponden a la plataforma mitele.es, y las mediciones de audiencia de FormulaTV.
| Temporada | Temporada | Episodios | Estreno                 | Final                   | Audiencia media | Audiencia media | Audiencia media |
| Temporada | Temporada | Episodios | Estreno                 | Final                   | Espectadores    | Cuota           |                 |
| --------- | --------- | --------- | ----------------------- | ----------------------- | --------------- | --------------- | --------------- |
|           | 1         | 11        | 25 de abril de 2009     | 5 de julio de 2009      | 2 321 000       | 14,4%           |                 |
|           | 2         | 83        | 31 de agosto de 2009    | 27 de diciembre de 2010 | 1 632 000       | 9,1%            |                 |
|           | 3         | 45        | 3 de enero de 2011      | 4 de septiembre de 2011 | 1 174 000       | 6,3%            |                 |
|           | 4         | 42        | 18 de diciembre de 2011 | 4 de noviembre de 2012  | 985 000         | 5,8%            |                 |
|           | 5         | 24        | 10 de febrero de 2013   | 1 de septiembre de 2013 | 1 069 000       | 6,3%            |                 |
| Total     | Total     | 205       | 2009                    | 2013                    | 1 436 200       | 8,4%            |                 |

## Temporada 1: 2009
| Programa | País           | Nombre del programa | Fecha de emisión    | Cuota de pantalla | Espectadores | Edad del reportaje |
| -------- | -------------- | ------------------- | ------------------- | ----------------- | ------------ | ------------------ |
| 1x01     | India          | Bombay              | 26 de abril de 2009 | 13,3%             | 2.492.000    |                    |
| 1x02     | Estados Unidos | Las Vegas           | 3 de mayo de 2009   | 18,2%             | 3.030.000    |                    |
| 1x03     | Rusia          | Moscú               | 10 de mayo de 2009  | 12,5%             | 2.234.000    |                    |
| 1x04     | Filipinas      | Manila              | 17 de mayo de 2009  | 13,4%             | 2.303.000    |                    |
| 1x05     | Japón          | Tokio               | 24 de mayo de 2009  | 17,3%             | 2.928.000    |                    |
| 1x06     | Italia         | Roma                | 31 de mayo de 2009  | 15,1%             | 2.268.000    |                    |
| 1x07     | Sudáfrica      | Ciudad del Cabo     | 7 de junio de 2009  | 15,3%             | 2.564.000    |                    |
| 1x08     | Francia        | París               | 14 de junio de 2009 | 11,5%             | 1.899.000    |                    |
| 1x09     | Estados Unidos | Miami               | 21 de junio de 2009 | 11,8%             | 1.750.000    |                    |
| 1x10     | EAU            | Dubái               | 28 de junio de 2009 | 14,3%             | 2.078.000    |                    |
| 1x11     | Reino Unido    | Londres             | 5 de julio de 2009  | 15,4%             | 1.988.000    |                    |

## Temporada 2: 2009-2010
| Programa    | País                 | Nombre del programa         | Fecha de emisión         | Cuota de pantalla | Espectadores | Clasificación del reportaje | Presentador/a       |
| ----------- | -------------------- | --------------------------- | ------------------------ | ----------------- | ------------ | --------------------------- | ------------------- |
| 2x01        | Estados Unidos       | Los Ángeles                 | 31 de agosto de 2009     | 13,0%             | 2.025.000    |                             |                     |
| 2x02        | China                | Pekín                       | 7 de septiembre de 2009  | 10,0%             | 1.638.000    |                             |                     |
| 2x03        | Brasil               | Río de Janeiro              | 7 de septiembre de 2009  | 13,5%             | 1.632.000    |                             |                     |
| 2x04        | México               | México D.F.                 | 14 de septiembre de 2009 | 11,2%             | 1.981.000    |                             |                     |
| 2x05        | Marruecos            | Marrakech                   | 14 de septiembre de 2009 | 12,7%             | 1.631.000    |                             |                     |
| 2x06        | Tanzania             | Tanzania                    | 21 de septiembre de 2009 | 10,5%             | 1.909.000    |                             |                     |
| 2x07        | Países Bajos         | Ámsterdam                   | 21 de septiembre de 2009 | 11,7%             | 1.388.000    |                             |                     |
| 2x08        | Tailandia            | Bangkok                     | 28 de septiembre de 2009 | 10,7%             | 2.025.000    |                             |                     |
| 2x09        | Grecia               | Mykonos y Santorini         | 28 de septiembre de 2009 | 13,1%             | 1.607.000    |                             |                     |
| 2x10        | Estados Unidos       | Hawái                       | 5 de octubre de 2009     | 11,1%             | 1.377.000    |                             |                     |
| 2x11        | Austria              | Viena                       | 5 de octubre de 2009     | 9,8%              | 1.857.000    |                             |                     |
| 2x12        | Australia            | Sídney                      | 12 de octubre de 2009    | 10,0%             | 1.828.000    |                             |                     |
| 2x13        | Turquía              | Estambul                    | 12 de octubre de 2009    | 10,9%             | 1.306.000    |                             |                     |
| 2x14        | Estados Unidos       | Manhattan                   | 19 de octubre de 2009    | 11,7%             | 2.244.000    |                             |                     |
| 2x15        | Croacia              | Costa Dálmata               | 19 de octubre de 2009    | 11,5%             | 1.360.000    |                             |                     |
| 2x16        | Hong Kong            | Hong Kong                   | 26 de octubre de 2009    | 9,7%              | 1.851.000    |                             |                     |
| 2x17        | Portugal             | Oporto                      | 26 de octubre de 2009    | 11,0%             | 1.337.000    |                             |                     |
| 2x18        | Canadá               | Vancouver                   | 2 de noviembre de 2009   | 9,3%              | 1.837.000    |                             |                     |
| 2x19        | Alemania             | Berlín                      | 9 de noviembre de 2009   | 11,1%             | 2.171.000    |                             |                     |
| 2x20        | República Dominicana | República Dominicana        | 16 de noviembre de 2009  | 10,4%             | 2.046.000    |                             |                     |
| 2x21        | Italia               | Venecia                     | 23 de noviembre de 2009  | 10,5%             | 2.108.000    |                             |                     |
| 2x22        | Rumania              | Transilvania                | 30 de noviembre de 2009  | 10,0%             | 2.004.000    |                             |                     |
| 2x23        | Irlanda              | Irlanda                     | 7 de diciembre de 2009   | 8,3%              | 1.453.000    |                             |                     |
| 2x24        | Argentina            | Buenos Aires                | 14 de diciembre de 2009  | 9,5%              | 1.954.000    |                             |                     |
| 2x25        | Finlandia            | Finlandia                   | 21 de diciembre de 2009  | 9,4%              | 1.910.000    |                             |                     |
| 2x26        | Finlandia            | Navidad en Laponia          | 25 de diciembre de 2009  | 8,6%              | 1.422.000    |                             |                     |
| Especialx01 |                      | Viajeros Conocidos          | 28 de diciembre de 2009  | 9,7%              | 1.799.000    |                             |                     |
| 2x27        | Estados Unidos       | Texas                       | 28 de diciembre de 2009  | 10,6%             | 2.034.000    |                             |                     |
| Especialx02 |                      | Animales Viajeros           | 4 de enero de 2010       | 9,2%              | 1.732.000    |                             |                     |
| 2x28        | EAU                  | Abu Dhabi                   | 4 de enero de 2010       | 11,2%             | 2.264.000    |                             |                     |
| 2x29        | Panamá               | Panamá                      | 11 de enero de 2010      | 9,2%              | 1.893.000    |                             |                     |
| 2x30        | Italia               | Florencia                   | 18 de enero de 2010      | 8,1%              | 1.638.000    |                             |                     |
| 2x31        | México               | Riviera Maya                | 25 de enero de 2010      | 9,4%              | 1.948.000    |                             |                     |
| 2x32        | Grecia               | Atenas                      | 1 de febrero de 2010     | 7,9%              | 1.598.000    |                             |                     |
| 2x33        | Perú                 | Lima                        | 8 de febrero de 2010     | 8,8%              | 1.789.000    |                             |                     |
| 2x34        | Jamaica              | Jamaica                     | 15 de febrero de 2010    | 8,2%              | 1.622.000    |                             |                     |
| 2x35        | Brasil               | São Paulo                   | 22 de febrero de 2010    | 9,7%              | 1.965.000    |                             |                     |
| 2x36        | Uruguay              | Montevideo                  | 2 de marzo de 2010       | 8,0%              | 1.634.000    |                             |                     |
| 2x37        | Estados Unidos       | Nueva Orleans               | 8 de marzo de 2010       | 7,1%              | 1.390.000    |                             |                     |
| 2x38        | China                | Shanghái                    | 15 de marzo de 2010      | 8,4%              | 1.619.000    |                             |                     |
| 2x39        | India                | Haridwar (Maha Khumba Mela) | 22 de marzo de 2010      | 6,9%              | 1.333.000    |                             |                     |
| 2x40        | Túnez                | Túnez                       | 29 de marzo de 2010      | 11,0%             | 1.990.000    |                             |                     |
| Especialx03 |                      | Viajeros a la Playa         | 29 de marzo de 2010      | 12,5%             | 1.480.000    |                             |                     |
| 2x41        | Colombia             | Cartagena de Indias         | 5 de abril de 2010       | 8,5%              | 1.617.000    |                             |                     |
| 2x42        | Vietnam              | Hanoi                       | 12 de abril de 2010      | 7,4%              | 1.454.000    |                             |                     |
| 2x43        | Estados Unidos       | San Francisco               | 19 de abril de 2010      | 8,9%              | 1.724.000    |                             |                     |
| 2x44        | India                | Delhi                       | 26 de abril de 2010      | 8,2%              | 1.549.000    |                             |                     |
| 2x45        | Uganda               | Uganda                      | 3 de mayo de 2010        | 8,4%              | 1.575.000    |                             |                     |
| 2x46        | Costa Rica           | Costa Rica                  | 10 de mayo de 2010       | 9,9%              | 1.929.000    |                             |                     |
| 2x47        | Indonesia            | Bali                        | 17 de mayo de 2010       | 9,4%              | 1.789.000    |                             |                     |
| 2x48        | Brasil               | Salvador de Bahía           | 24 de mayo de 2010       | 9,7%              | 1.827.000    |                             |                     |
| 2x49        | Portugal             | Lisboa                      | 31 de mayo de 2010       | 9,6%              | 1.746.000    |                             |                     |
| 2x50        | Sudáfrica            | Johannesburgo               | 7 de junio de 2010       | 9,1%              | 1.695.000    |                             |                     |
| 2x51        | México               | Baja California             | 14 de junio de 2010      | 10,7%             | 2.040.000    |                             | Lucia Pérez Valero  |
| 2x52        | Brasil               | Playas de Río de Janeiro    | 21 de junio de 2010      | 11,3%             | 2.227.000    |                             |                     |
| 2x53        | Estados Unidos       | Playas de Florida           | 28 de junio de 2010      | 13,9%             | 2.459.000    |                             |                     |
| 2x54        | Bermudas             | Islas Bermudas              | 5 de julio de 2010       | 8,9%              | 1.163.000    |                             |                     |
| 2x55        | Portugal             | El Algarve                  | 19 de julio de 2010      | 9,6%              | 1.388.000    |                             |                     |
| 2x56        | Estados Unidos       | Costa de California         | 26 de julio de 2010      | 9,1%              | 1.331.000    |                             |                     |
| 2x57        | Seychelles           | Seychelles                  | 2 de agosto de 2010      | 11,1%             | 1.529.000    |                             |                     |
| 2x58        | Puerto Rico          | Puerto Rico                 | 9 de agosto de 2010      | 8,3%              | 1.102.000    |                             |                     |
| 2x59        | Grecia               | Islas Jónicas               | 16 de agosto de 2010     | 10,0%             | 1.365.000    |                             |                     |
| 2x60        | Malta                | Malta                       | 23 de agosto de 2010     | 8,4%              | 1.177.000    |                             |                     |
| 2x61        | Italia               | Cerdeña                     | 30 de agosto de 2010     | 9,9%              | 1.576.000    |                             | Luis Troya          |
| 2x62        | Francia              | Costa Azul                  | 6 de septiembre de 2010  | 8,6%              | 1.463.000    |                             | José Miguel Almagro |
| 2x63        | Italia               | Sicilia                     | 13 de septiembre de 2010 | 6,7%              | 1.225.000    |                             |                     |
| 2x64        | Noruega              | Fiordos Noruegos            | 20 de septiembre de 2010 | 8,1%              | 1.528.000    |                             |                     |
| 2x65        | Estados Unidos       | Tennessee                   | 27 de septiembre de 2010 | 6,8%              | 1.272.000    |                             |                     |
| 2x66        | República Checa      | Praga                       | 4 de octubre de 2010     | 6,8%              | 1.313.000    |                             | Paula Olivares.     |
| 2x67        | Estados Unidos       | Chicago                     | 11 de octubre de 2010    | 6,5%              | 1.127.000    |                             |                     |
| 2x68        | Alemania             | Múnich                      | 18 de octubre de 2010    | 6,8%              | 1.306.000    |                             |                     |
| 2x69        | Estados Unidos       | Washington D.C.             | 25 de octubre de 2010    | 5,2%              | 1.028.000    |                             | Sonia López         |
| 2x70        | Italia               | Nápoles                     | 1 de noviembre de 2010   | 7,6%              | 1.406.000    |                             |                     |
| 2x71        | Rusia                | San Petersburgo             | 8 de noviembre de 2010   | 7,9%              | 1.466.000    |                             |                     |
| 2x72        | Corea del Sur        | Seúl                        | 15 de noviembre de 2010  | 7,5%              | 1.377.000    |                             |                     |
| 2x73        | Nicaragua            | Nicaragua                   | 22 de noviembre de 2010  | 6,8%              | 1.337.000    |                             |                     |
| 2x74        | Inglaterra           | London Town                 | 29 de noviembre de 2010  | 6,0%              | 1.088.000    |                             |                     |
| 2x75        | Catar                | Catar                       | 6 de diciembre de 2010   | 8,2%              | 1.517.000    |                             |                     |
| 2x76        | Kenia                | Kenia                       | 13 de diciembre de 2010  | 7,9%              | 1.490.000    |                             |                     |
| 2x77        | Estados Unidos       | Aspen                       | 20 de diciembre de 2010  | 6,7%              | 1.283.000    |                             |                     |
| 2x78        | Israel Palestina     | Tierra Santa                | 24 de diciembre de 2010  | 7,8%              | 874.000      |                             |                     |
| 2x79        | Estados Unidos       | Navidad en Nueva York       | 27 de diciembre de 2010  | 6,3%              | 1.211.000    |                             |                     |
| Especialx04 |                      | Casas del Mundo             | 27 de diciembre de 2010  | 8,5%              | 1.066.000    |                             |                     |

## Temporada 3: 2011
| Programa    | País               | Nombre del programa           | Fecha de emisión        | Cuota de pantalla | Espectadores | Clasificación |
| ----------- | ------------------ | ----------------------------- | ----------------------- | ----------------- | ------------ | ------------- |
| 3x01        | Argentina          | Argentina Turística           | 3 de enero de 2011      | 7,0%              | 1.379.000    |               |
| Especialx01 |                    | Aquí si hay playa             | 3 de enero de 2011      | 8,8%              | 1.316.000    |               |
| 3x02        | Japón              | Kioto                         | 10 de enero de 2011     | 7,6%              | 1.473.000    |               |
| 3x03        | Colombia           | Santiago de Cali              | 17 de enero de 2011     | 5,6%              | 1.098.000    |               |
| 3x04        | Bahamas            | Bahamas                       | 24 de enero de 2011     | 5,6%              | 1.139.000    |               |
| 3x05        | México             | Monterrey                     | 31 de enero de 2011     | 5,4%              | 1.090.000    |               |
| Especialx02 |                    | Maravillas del mundo          | 6 de febrero de 2011    | 5,2%              | 981.000      |               |
| 3x06        | Singapur           | Singapur                      | 7 de febrero de 2011    | 5,6%              | 1.137.000    |               |
| Especialx03 |                    | Fauna Viajera                 | 13 de febrero de 2011   | 5,4%              | 1.062.000    |               |
| 3x07        | Brasil             | Rumbo a Río                   | 14 de febrero de 2011   | 6,2%              | 1.285.000    |               |
| Especialx04 |                    | Viajeros al Agua              | 20 de febrero de 2011   | 5,2%              | 982.000      |               |
| 3x08        | Chile              | Santiago de Chile             | 21 de febrero de 2011   | 6,0%              | 1.209.000    |               |
| Especialx05 |                    | Hoteles Viajeros              | 27 de febrero de 2011   | 4,6%              | 825.000      |               |
| 3x09        | Estados Unidos     | Brooklyn                      | 28 de febrero de 2011   | 5,9%              | 1.193.000    |               |
| 3x10        | Mozambique         | Mozambique                    | 7 de marzo de 2011      | 6,0%              | 1.245.000    |               |
| 3x11        | Estados Unidos     | Los Ángeles de California     | 13 de marzo de 2011     | 5,7%              | 1.171.000    |               |
| Especialx06 |                    | Viajeros de Lujo              | 14 de marzo de 2011     | 5,7%              | 1.127.000    |               |
| Especialx07 |                    | Menú viajero                  | 20 de marzo de 2011     | 5,1%              | 1.060.000    |               |
| 3x12        | Filipinas          | Cebú                          | 21 de marzo de 2011     | 5,0%              | 1.003.000    |               |
| Especialx08 |                    | Familias viajeras             | 27 de marzo de 2011     | 5,5%              | 1.073.000    |               |
| 3x13        | Jordania           | Jordania                      | 28 de marzo de 2011     | 5,8%              | 1.206.000    |               |
| Especialx09 |                    | Deportes viajeros             | 3 de abril de 2011      | 4,4%              | 918.000      |               |
| 3x14        | Nueva Zelanda      | Nueva Zelanda                 | 3 de abril de 2011      | 8,4%              | 1.732.000    |               |
| 3x15        | Italia             | Vacaciones en Roma            | 10 de abril de 2011     | 5,8%              | 1.122.000    |               |
| 3x16        | Fiyi               | Fiyi                          | 17 de abril de 2011     | 6,4%              | 1.207.000    |               |
| Especialx10 | Inglaterra         | Boda Real                     | 24 de abril de 2011     | 5,1%              | 882.000      |               |
| 3x17        | Argentina          | Mar del Plata                 | 1 de mayo de 2011       | 5,8%              | 964.000      |               |
| 3x18        | Estados Unidos     | Primavera en Nueva York - I   | 8 de mayo de 2011       | 7,9%              | 1.392.000    |               |
| 3x19        | Estados Unidos     | Primavera en Nueva York - II  | 15 de mayo de 2011      | 6,7%              | 1.153.000    |               |
| 3x20        | Estados Unidos     | Primavera en Nueva York - III | 22 de mayo de 2011      | 5,9%              | 1.074.000    |               |
| 3x21        | Estados Unidos     | Primavera en Nueva York - IV  | 29 de mayo de 2011      | 7,1%              | 1.256.000    |               |
| 3x22        | Estados Unidos     | Ruta 66                       | 5 de junio de 2011      | 8,1%              | 1.457.000    |               |
| 3x23        | México             | Caribe Mexicano               | 26 de junio de 2011     | 7,1%              | 983.000      |               |
| 3x24        | Tailandia          | Islas de Tailandia            | 26 de junio de 2011     | 8,2%              | 1.363.000    |               |
| 3x25        | Brasil             | Florianopolis                 | 3 de julio de 2011      | 6,9%              | 983.000      |               |
| 3x26        | Estados Unidos     | Playas de Miami               | 3 de julio de 2011      | 8,9%              | 1.490.000    |               |
| 3x27        | Venezuela          | Playas de Venezuela           | 10 de julio de 2011     | 7,1%              | 1.091.000    |               |
| 3x28        | Israel             | Playas de Tel Aviv            | 17 de julio de 2011     | 7,0%              | 1.048.000    |               |
| 3x29        | México             | Acapulco                      | 24 de julio de 2011     | 8,1%              | 1.182.000    |               |
| 3x30        | Turquía            | Playas de Otomanas            | 31 de julio de 2011     | 9,1%              | 1.257.000    |               |
| 3x31        | Portugal           | Playas de Lisboa              | 7 de agosto de 2011     | 9,2%              | 1.185.000    |               |
| 3x32        | Croacia            | Playas de Croacia             | 14 de agosto de 2011    | 7,6%              | 785.000      |               |
| 3x33        | Italia             | Playas de Rímini              | 21 de agosto de 2011    | 9,8%              | 1.286.000    |               |
| 3x34        | Grecia             | La Gran Fiesta Griega         | 28 de agosto de 2011    | 7,5%              | 1.052.000    |               |
| 3x35        | Polinesia Francesa | Tahití y Bora Bora            | 4 de septiembre de 2011 | 8,5%              | 1.370.000    |               |

## Temporada 4: 2011-2012
| Programa | País                 | Nombre del programa            | Fecha de emisión         | Cuota de pantalla | Espectadores | Clasificación | Presentador/a    |
| -------- | -------------------- | ------------------------------ | ------------------------ | ----------------- | ------------ | ------------- | ---------------- |
| 4x01     | Brasil               | Yanomamis del Amazonas         | 18 de diciembre de 2011  | 7,9%              | 1.261.000    |               |                  |
| 4x02     | Uganda               | Los últimos gorilas            | 1 de enero de 2012       | 5,5%              | 1.052.000    |               |                  |
| 4x03     | Uganda               | Aventura en Uganda             | 1 de enero de 2012       | 5,4%              | 760.000      |               |                  |
| 4x04     | Etiopía              | Tribus de Etiopía              | 8 de enero de 2012       | 5,0%              | 951.000      |               |                  |
| 4x05     | Botsuana             | Safari en Botsuana             | 8 de enero de 2012       | 7,0%              | 830.000      |               |                  |
| 4x06     | Francia              | París tiene un precio          | 15 de enero de 2012      | 6,3%              | 1.257.000    |               |                  |
| 4x07     | Suecia               | Aguas de Estocolmo             | 15 de enero de 2012      | 8,2%              | 1.152.000    |               |                  |
| 4x08     | Reino Unido          | Londres tiene un precio        | 22 de enero de 2012      | 6,9%              | 1.311.000    |               |                  |
| 4x09     | Países Bajos         | Canales de Ámsterdam           | 22 de enero de 2012      | 7,6%              | 953.000      |               |                  |
| 4x10     | Estados Unidos       | Nueva York tiene un precio     | 29 de enero de 2012      | 6,2%              | 1.212.000    |               |                  |
| 4x11     | Bélgica              | Canales de Bélgica             | 29 de enero de 2012      | 7,4%              | 913.000      |               |                  |
| 4x12     | Japón                | Tokio tiene un precio          | 5 de febrero de 2012     | 4,3%              | 873.000      |               |                  |
| 4x13     |                      | Danubio                        | 5 de febrero de 2012     | 6,8%              | 861.000      |               |                  |
| 4x14     | México               | México tiene un precio         | 12 de febrero de 2012    | 4,6%              | 908.000      |               |                  |
| 4x15     | Estados Unidos       | Las Vegas tiene un precio      | 19 de febrero de 2012    | 5,6%              | 1.118.000    |               |                  |
| 4x16     | Tailandia            | Bangkok tiene un precio        | 26 de febrero de 2012    | 5,6%              | 1.145.000    |               |                  |
| 4x17     | Estados Unidos       | Los Ángeles tiene un precio    | 4 de marzo de 2012       | 5,1%              | 1.047.000    |               |                  |
| 4x18     | Italia               | Milán tiene un precio          | 11 de marzo de 2012      | 5,6%              | 1.182.000    |               |                  |
| 4x19     | Turquía              | Constantinopla tiene un precio | 18 de marzo de 2012      | 5,3%              | 1.009.000    |               |                  |
| 4x20     | Italia               | Canales de Venecia             | 25 de marzo de 2012      | 5,3%              | 1.074.000    |               |                  |
| 4x21     | Papúa Nueva Guinea   | Tribus de Papúa                | 1 de abril de 2012       | 6,4%              | 1.177.000    |               |                  |
| 4x22     | Honduras             | Garifunas de Honduras          | 8 de abril de 2012       | 6,1%              | 1.069.000    |               |                  |
| 4x23     | Costa Rica           | Costa Rica Salvaje             | 15 de abril de 2012      | 6,2%              | 1.259.000    |               |                  |
| 4x24     | Dinamarca            | Groenlandia                    | 22 de abril de 2012      | 4,9%              | 980.000      |               |                  |
| 4x25     | Uruguay              | Punta del Este                 | 22 de abril de 2012      | 4,6%              | 864.000      |               |                  |
| 4x26     | Polonia              | La Roja en Polonia             | 10 de junio de 2012      | 3,3%              | 575.000      |               |                  |
| 4x27     | Ucrania              | La Roja en Ucrania             | 17 de junio de 2012      | 5,0%              | 899.000      |               |                  |
| 4x28     | México               | Paraíso mexicano               | 15 de julio de 2012      | 8,5%              | 1.251.000    |               |                  |
| 4x29     | Colombia             | Playas de Colombia             | 22 de julio de 2012      | 7,2%              | 1.057.000    |               |                  |
| 4x30     | Brasil               | Playas de Recife y Natal       | 29 de julio de 2012      | 5,7%              | 836.000      |               |                  |
| 4x31     | Kenia                | Costa de Kenia                 | 5 de agosto de 2012      | 5,5%              | 766.000      |               | Luis Troya       |
| 4x32     | Venezuela            | Costa de Venezuela             | 12 de agosto de 2012     | 5,5%              | 562.000      |               |                  |
| 4x33     | México               | Playas de Baja California      | 19 de agosto de 2012     | 7,1%              | 913.000      |               | Marisa Fernández |
| 4x34     | Italia               | Costa Amalfitana               | 26 de agosto de 2012     | 6,8%              | 943.000      |               |                  |
| 4x35     | Puerto Rico          | Playas de Puerto Rico          | 2 de septiembre de 2012  | 6,1%              | 980.000      |               |                  |
| 4x36     | Grecia               | Vacaciones en Mykonos          | 9 de septiembre de 2012  | 5,3%              | 902.000      |               |                  |
| 4x37     | Cabo Verde           | Playas de Cabo Verde           | 16 de septiembre de 2012 | 5,6%              | 1.012.000    |               |                  |
| 4x38     | Estados Unidos       | Costa Este de Florida          | 30 de septiembre de 2012 | 5,1%              | 946.000      |               |                  |
| 4x39     | República Dominicana | Playas de República Dominicana | 7 de octubre de 2012     | 5,1%              | 910.000      |               |                  |
| 4x40     | EAU                  | Dubái, la capital de lujo      | 14 de octubre de 2012    | 7,5%              | 1.437.000    |               |                  |
| 4x41     | Italia               | Roma tiene un precio           | 21 de octubre de 2012    | 6,9%              | 1.353.000    |               |                  |
| 4x42     | Austria              | Viena tiene un precio          | 4 de noviembre de 2012   | 5,5%              | 1.080.000    |               |                  |

## Temporada 5: 2013
| Programa | País                  | Nombre del programa                          | Fecha de emisión        | Cuota de pantalla | Espectadores | Clasificación del reportaje |
| -------- | --------------------- | -------------------------------------------- | ----------------------- | ----------------- | ------------ | --------------------------- |
| 5x01     | India                 | Boda hindú                                   | 10 de febrero de 2013   | 9,4%              | 1.963.000    |                             |
| 5x02     | Marruecos             | Boda marroquí                                | 17 de febrero de 2013   | 8,9%              | 1.904.000    |                             |
| 5x03     | China                 | Boda china                                   | 24 de febrero de 2013   | 7,4%              | 1.569.000    |                             |
| 5x04     | México                | Boda mexicana                                | 3 de marzo de 2013      | 7,0%              | 1.441.000    |                             |
| 5x05     | Indonesia             | Boda balinesa                                | 10 de marzo de 2013     | 7,4%              | 1.461.000    |                             |
| 5x06     | Kenia                 | Bodas masái                                  | 17 de marzo de 2013     | 5,9%              | 1.129.000    |                             |
| 5x07     | Japón                 | Boda japonesa                                | 24 de marzo de 2013     | 6,4%              | 1.218.000    |                             |
| 5x08     | Islandia              | Bodas vikingas en Islandia                   | 31 de marzo de 2013     | 6,6%              | 1.214.000    |                             |
| 5x09     | EAU                   | Dubái, la más rica                           | 7 de abril de 2013      | 7,4%              | 1.494.000    |                             |
| 5x10     | Japón                 | Tokio, la más poblada                        | 14 de abril de 2013     | 5,6%              | 1.108.000    |                             |
| 5x11     | Venezuela             | Venezuela, los más guapos                    | 21 de abril de 2013     | 7,0%              | 1.309.000    |                             |
| 5x12     | Estados Unidos        | San Francisco, la más libre                  | 28 de abril de 2013     | 4,8%              | 965.000      |                             |
| 5x13     | Brasil                | Brasil, el aire más puro                     | 23 de junio de 2013     | 7,6%              | 1.135.000    |                             |
| 5x14     | Maldivas              | Maldivas, el cielo más azul                  | 30 de junio de 2013     | 6,1%              | 945.000      |                             |
| 5x15     | Madagascar            | Madagascar                                   | 7 de julio de 2013      | 5,2%              | 697.000      |                             |
| 5x16     | Tailandia             | Andamán, el tesoro de Tailandia              | 14 de julio de 2013     | 4,7%              | 611.000      |                             |
| 5x17     | Barbados              | Barbados, el lujo del Caribe                 | 21 de julio de 2013     | 4,9%              | 638.000      |                             |
| 5x18     | Estados Unidos        | Cayos de Florida. El puente hacia el paraíso | 28 de julio de 2013     | 5,1%              | 686.000      |                             |
| 5x19     | Tanzania              | Aventura en Tanzania                         | 4 de agosto de 2013     | 4,9%              | 530.000      |                             |
| 5x20     | Canadá Estados Unidos | Amish de Arcola                              | 11 de agosto de 2013    | 5,9%              | 669.000      |                             |
| 5x21     | Estados Unidos        | El Valle de la muerte                        | 18 de agosto de 2013    | 5,3%              | 580.000      |                             |
| 5x22     | Estados Unidos        | Nueva York, en las alturas                   | 25 de agosto de 2013    | 5,2%              | 629.000      |                             |
| 5x23     | China                 | Pekín sobre ruedas                           | 1 de septiembre de 2013 | 5,6%              | 783.000      |                             |
| 5x24     | Italia                | Florencia, la más bella                      | 1 de septiembre de 2013 | 6,1%              | 984.000      |                             |